# Laguna Torca
Laguna Torca är en sjö i Chile.   Den ligger i regionen Región del Maule, i den södra delen av landet, 190 km sydväst om huvudstaden Santiago de Chile. Laguna Torca ligger 3 meter över havet. Arean är 1,1 kvadratkilometer. Den sträcker sig 1,9 kilometer i nord-sydlig riktning, och 1,4 kilometer i öst-västlig riktning.
I omgivningarna runt Laguna Torca växer i huvudsak städsegrön lövskog. Runt Laguna Torca är det glesbefolkat, med 13 invånare per kvadratkilometer.